# Jean-Pierre Luminet
Jean-Pierre Luminet (Cavaillon, Francia; 3 de junio de 1951) es un astrofísico francés, especialista reconocido mundialmente por sus trabajos en cosmología y gravitación relativista. Director de investigación del (CNRS), miembro del «Laboratorio de Universo y Teorías» (LUTH) del Observatorio de París-Meudon. Luminet ha realizado descubrimientos mayores relacionados con la cosmología, la emergencia del universo y los agujeros negros. Es autor de la teoría de «universo arrugado». Paralelamente, Jean-Pierre Luminet ejerce una destacada actividad en el dominio artístico y literario, como poeta, novelista y divulgador científico; labor por la que ha sido nombrado «oficial» del Orden de las Artes y las Letras.

## Actividad científica
En 1979, Jean-Pierre Luminet fue el primero en simular las distorsiones ópticas causadas por el campo gravitatorio de un agujero negro, trabajos realizados a la época para tratar de visualizar este elemento invisible del universo sin ayuda de herramientas informáticas modernas. En 1972 a la edad de 21 años, es de los primeros en estudiar (junto al físico Brandon Carter) los efectos del pasaje de una estrella por la vecindad de un agujero negro supermasivo.
Luminet demostró que este fenómeno podía traducirse en una destrucción de la estrella bajo la forma de un «panqueque astral» (según su vocabulario) debido a las fuerzas de marea intensas causadas por el agujero negro, causando una reactivación de las reacciones nucleares entre sus despojos, pudiendo ocasionar una signatura observacional de ese tipo de agujero negro en galaxias lejanas. Este efecto fue observado por primera vez veinte años más tarde, en 2004, con ayuda de los satélites Chandra y XMM-Newton.
Desde 1995, Jean-Pierre Luminet ha trabajado en el campo de la topología del universo en colaboración con varios investigadores. Luminet propone la idea que el universo puede tener una extensión espacial finita pero sin bordes, lo cual llama el «universo arrugado», bien que este término no sea utilizado por la comunidad científica, que prefiere el de «topología no simplemente conexa».
En 2003, una aparente periodicidad fue detectada en la radiación de fondo de microondas por el satélite WMAP. Jean-Pierre Luminet (y colegas, del Observatorio de París) propuso interpretar estas anomalías de la anisotropía, como resultado de la signatura de un universo provisto de una curvatura espacial positiva y de la topología correspondiente al «espacio dodecaédrico de Poincaré»: un dodecaedro finito pegado a sí mismo por cada par de lados opuestos, formando lo que se conoce como esfera de homología de Poincaré. No se ha encontrado mayor evidencia de esta hipótesis.

## Divulgación científica y actividad artística

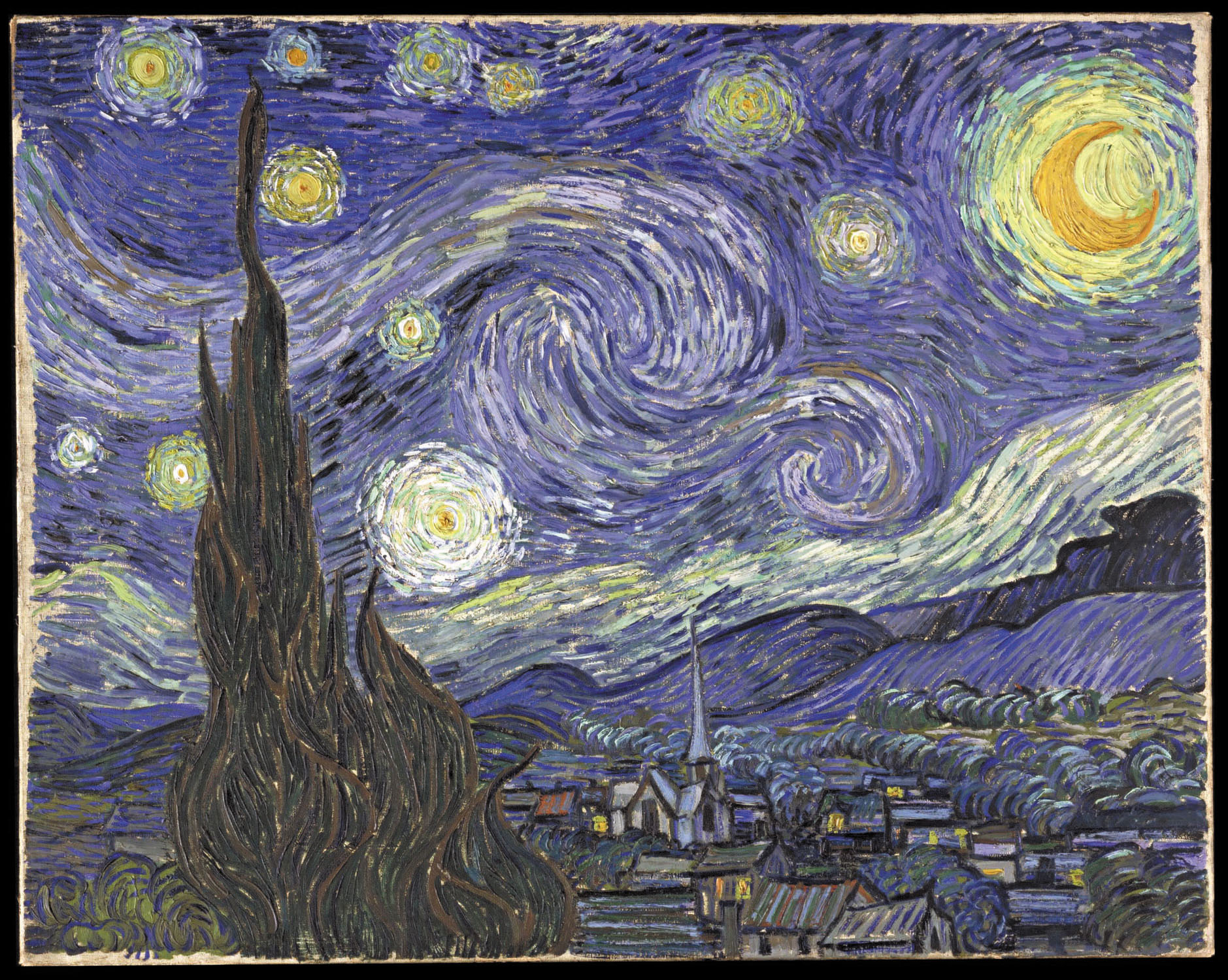
Según Jean-Pierre Luminet, en la obra Nuit étoilée à Saint-Rémy-de-Provence de Vincent van Gogh (1889), es posible determinar la fecha exacta de realización de la pintura, a partir de las estrellas observadas y de la luna.

Jean-Pierre Luminet es también conocido por sus numerosas obras y actividades relacionadas con la divulgación científica, que le han hecho merecedor de varios premios, entre ellos el Prix Georges Lemaître en 1999 - conjuntamente con Dominique Lambert, filósofo de las ciencias - e igualmente por sus talentos de orador; en sus conferencias, Luminet busca establecer relaciones convergentes entre la poesía, el arte, los artistas y la ciencia, explora la relación entre los principios estéticos y el estudio del cosmos a través de obras artísticas.
Es autor de tres novelas y varios recuentos de poesía.